# Норри, Чарльз

Герб лорда Чарльза Норри, 1-го барона Норри

Лорд Чарльз Уиллоуби Мок Норри, 1-й барон Норри (англ. Charles Willoughby Moke Norrie, 1 baron Norrie; 26 сентября 1893 — 25 мая 1977) — британский государственный и политический деятель, военачальник. Генерал-лейтенант. Генерал-губернатор Новой Зеландии (1952—1957).

## Биография

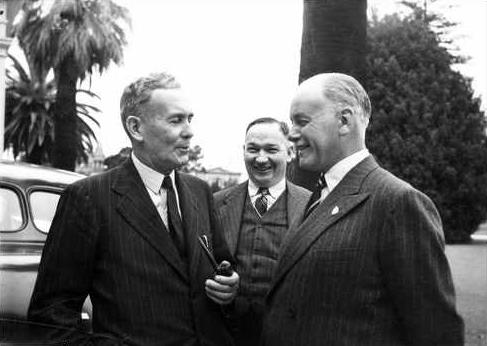
Лорд Норри (справа) во время встречи с премьер-министром Австралии Беном Чифли (слева) и премьер-министром Южной Австралии Томасом Плейфордом (в центре)

Ч. Норри получил образование в колледже Итона и Королевской военной академии в Сандхерсте.
Участник двух мировых войн. В 1913 году вступил в 11-й гусарский полк. Во время Первой мировой был четырежды ранен. Позже, капитан 73-й стрелковой бригады; третий офицер Генерального штаба 18-го армейского корпуса; майор 90-й стрелковой бригады.
В 1931—1935 командовал 10-й Королевской гусарской бригадой. В 1936—1938 — 1-й кавалерийской бригадой. Командир 1-й бронетанковой бригады с 1938 по 1940 год, в 1940 был назначен инспектором Королевского танкового корпуса. Позже в том же году он стал командующим 1-й бронетанковой дивизией, а в 1941 году был назначен на аналогичную должность в 30-й корпус на Ближнем Востоке. В 1943 году командовал Королевским бронетанковым корпусом в чине полковника 10-го Королевского гусарского полка (принца Уэльского).
В ходе Североафриканской кампании Второй мировой войны — принимал участие в обороне Тобрука от итало-немецких войск. Дослужился до генеральского звания. В 1942 вернулся на родину и вскоре вышел в отставку.
В 1944 начал свою политическую карьеру в должности губернатора штата Южная Австралия. В 1950 переехал в Новую Зеландию. В 1952 году стал 8-м генерал-губернатором Новой Зеландии.
25 июля 1957 года он был возведен в звание пэра. В конце срока своих полномочий 22 августа 1957 года ему был пожалован титул барона Норри из Веллингтона.
Член Королевского общества искусств.